# Kabura (Sabuli)
Kabura ist ein Ortsteil des osttimoresischen Ortes Metinaro im Verwaltungsamt Metinaro (Gemeinde Dili). „Kabura“ ist in der Landessprache Tetum der Name für einen essbaren Farn, der an Flussufern wächst.

## Geographie

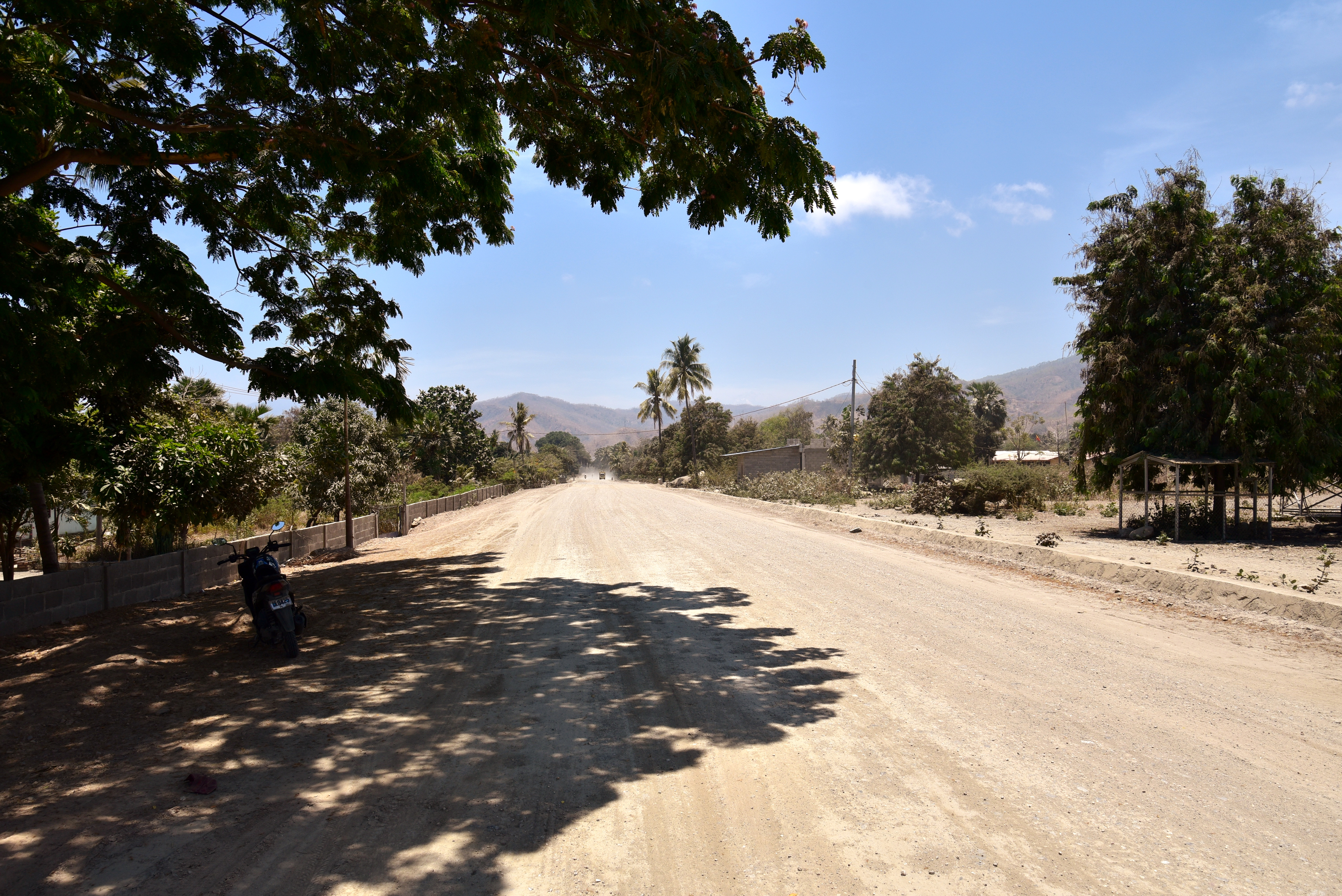
An der Avenida de Metinaro mit Kabura auf der rechten Seite

Kabura liegt im Westen von Metinaro im Suco Sabuli. Südlich befindet sich der Ortsteil Sukaerlaran, westlich des temporären Flusses Lobain, der nur in der Regenzeit Wasser führt, der Ortsteil Sabuli und östlich die Ortsteile Wenunuc und Manuleu. Durch Kabura führt die Überlandstraße, die die Landeshauptstadt Dili mit Manatuto weiter Im Osten verbindet. Innerhalb von Metinaro heißt sie Avenida de Metinaro. Nördlich von ihr gehört Kabura administrativ zur Aldeia Behauc, südlich zur Aldeia Sabuli.

## Einrichtungen
In Kabura befinden sich jeweils der Amtssitz des Sucos Sabuli und des Verwaltungsamtes Metinaro sowie die Grundschule Metinaro.